# 鎌田 (福島市)
鎌田（かまた）は、福島県福島市の大字である。郵便番号は960-0102。

## 地理
福島市街地北部に位置し、北西で沖高と、北で宮代、瀬上町と、北東で伊達市保原町上保原と、東で岡島と、南東で本内と、南で丸子、南矢野目と、南から西にかけて北矢野目とそれぞれ隣接する。概ね町村制施行以前の鎌田村の流れを汲む地域である。八反田川から蛭川右岸部にかけて広がる平地と、阿武隈川右岸部に広がる平地を区域としており、前者は市内北信地区、後者は市内東部地区に属する。国道4号以西の地域は福島市街地に隣接するベッドタウンとして住宅地が広がり、国道4号や福島県道387号飯坂保原線（北幹線）、福島市道19号鎌田笹谷線（農免道路）などの幹線道路沿いに商業施設が立地する。また、西隣の北矢野目に位置する福島市公設地方卸売市場に隣接する地域は福島卸商団地として卸売業者や問屋が軒を連ねる。国道4号以東、阿武隈川周辺の地域は現在でも田畑や果樹園が大きく広がり、その中に民家が点在する。阿武隈川以西の地域は飯坂町平野に所在する 福島北警察署及び当地域内に所在する飯坂消防署東出張所がそれぞれ管轄にあたる。阿武隈川以東の地域は上町に所在する福島警察署及び天神町に所在する福島消防署がそれぞれ管轄にあたる。

### 河川
- 阿武隈川
  - 八反田川
    - 耳取川

  - 蛭川
  - 胡桃川

### 主な字
- 赤沼
- 畔道
- 愛宕前
- 阿良久
- 石ケ森
- 石橋
- 一里塚
- 一本松江添
- 大畑
- 大柳
- 御仮屋
- 卸町
- 鏡田
- 庚塚
- 川岸下
- 川岸前
- 川添
- 川田
- 北黒須
- 北舟戸
- 久保田
- 熊野
- 熊ノ前
- 黒須
- 下田
- 古舘
- 沢田
- 下釜
- 下河原
- 新舘
- 新町
- 新割
- 堰合
- 陳光
- 田ノ神
- 児子池
- 塚田
- 月ノ輪
- 月ノ輪山
- 土阿弥
- 堤添
- 鶴田
- 天神平
- 天神平山
- 樋懸
- 樋口
- 寅生
- 中家
- 中江
- 中黒須
- 中田
- 仲森山
- 西
- 西黒須
- 西舟戸
- 沼前
- 橋本
- 早津小屋
- 原際
- 馬場
- 東舟戸
- 蛭川
- 深町
- 舟戸
- 舟戸前
- 船前
- 古川
- 半在家
- 古屋敷
- 東畔道
- 前田
- 前原
- 町
- 町東
- 松ノ腰
- 向舟戸
- 門丈壇
- 矢倉
- 谷地
- 柳立
- 蘭塔前

## 歴史
- 1889年（明治22年）4月1日 - 町村制の施行により信夫郡鎌田村が発足。発足前の旧鎌田村域は鎌田村の大字となる。
- 1947年（昭和22年） 3月10日 - 鎌田村が福島市へ編入され、福島市の大字となる。

## 世帯数と人口
2022年（令和4年）3月31日現在の世帯数と人口は以下の通りである。
| 大字 | 世帯数   | 人口   |
| ---- | -------- | ------ |
| 鎌田 | 1800世帯 | 4094人 |

## 小・中学校の学区
市立小・中学校に通う場合、学区は以下の通りとなる。
| 番地             | 小学校             | 中学校                 |
| ---------------- | ------------------ | ---------------------- |
| 阿武隈川より西側 | 福島市立鎌田小学校 | 福島市立北信中学校     |
| 阿武隈川東側全域 | 福島市立月輪小学校 | 福島市立福島第三中学校 |

## 交通

### 鉄道
JR東日本
- 東北新幹線
- 東北本線
  - 東福島駅

阿武隈急行
- 阿武隈急行線
  - 矢野目信号場
  - 卸町駅
  - 福島学院前駅

### 道路
- 国道4号
  - 八反田橋（八反田川）
- 福島県道4号福島保原線（保原街道）
- 福島県道387号飯坂保原線（北幹線）
  - 蛭川橋（蛭川）
  - 月の輪大橋（阿武隈川）
- 福島市道19号鎌田笹谷線（農免道路）
- 福島市道54号御山宮代線
- 福島市道50500号松川畑穴田線（旧奥州街道・旧国道4号）

### バス
福島交通路線バス
- （福島駅方面） - 卸商団地入口 - 福島学院前 - （伊達・桑折・保原方面）
  - 藤田
  - 桑折
  - 伊達
  - 伊達経由保原
  - 上ヶ戸経由保原
  - 伊達経由湯野
  - 宮代団地
  - 田町
- （福島駅方面） - 月の輪 - 病院前 - （保原・梁川方面）
  - 月の輪経由梁川
  - 月の輪経由保原
- （福島駅方面） - 月の輪 - 月の輪台団地
  - 月の輪台団地
  - 蓬莱小経由月の輪・医大
  - 東部支所経由月の輪台団地

## 施設
- 福島県県北流域下水道建設事務所
- 福島市役所北信支所・福島市北信学習センター
- 飯坂消防署 東出張所
- 福島市立北信中学校
- 福島市立月輪小学校
- 福島東こども園
- 大原医療センター
- 大原看護専門学校
- 福島厚生会 厚生会クリニック
- 復興公営北信団地
- 市営陳光団地
- 月の輪台団地
- ふくしま未来農業協同組合 北信支店
- 東邦銀行 北福島支店
- 福島銀行 福島北支店
- 福島東郵便局
- 卸町郵便局
- ウィル福島 アクティおろしまち
- リオンドール 鎌田店・ツルハドラッグ 福島鎌田店
- いちい 鎌田店
- ザ・ビッグ 福島鎌田店
- ダイユーエイト 福島鎌田店
- カインズ 福島鎌田店
- カワチ薬品 鎌田店
- ウエルシア 福島鎌田店
- ドン・キホーテ 福島店
- しまむら 鎌田店
- 福島トヨタ自動車 福島鎌田店
- トヨタカローラ福島 鎌田店
- 福島日産自動車 福島鎌田店
- ホンダカーズ福島 福島鎌田店
- ネッツトヨタ福島 オンリー鎌田店
- オートバックス 福島店
- 東北ミサワホーム 福島支店
- 曹洞宗鎌秀院
- 船戸諏訪神社
- 石ケ森稲荷神社
- 水雲神社